# Phrynobatrachus keniensis
Phrynobatrachus keniensis és una espècie de granota que viu a Kenya i Tanzània.
Està amenaçada d'extinció per la pèrdua del seu hàbitat natural.